# Anatolij Zubrickij
Anatolij Fëdorovič Zubrickij (in russo Анатолий Фёдорович Зубрицкий?; Odessa, 20 novembre 1920 – Odessa, 17 febbraio 2005) è stato un allenatore di calcio e calciatore sovietico, di ruolo portiere.

## Biografia
Particolarmente legato a Odessa, da calciatore ha giocato con sei formazioni cittadine differenti prima di tesserarsi alla Dinamo Kiev. A Kiev vince diverse coppe regionali tra squadre ucraine nella seconda metà degli anni quaranta. Gioca anche con Lokomotiv Mosca e Burevestnik Kishinev prima di ritirarsi. Inizia la carriera di allenatore guidando diverse formazioni ucraine – Poltava, Dinamo Kiev, Dnepr, Tavrija e Kryvbas – e vincendo un campionato di seconda divisione nel 1973 sulla panchina del Chornomorets di Odessa. Per più di vent'anni, fino alla morte, resta il direttore tecnico del settore giovanile del Chornomorets.
Fu anche un arbitro di calcio della sezione di Odessa, per un periodo di tempo imprecisato.

## Palmarès
- Pervaja Liga: 1

Chornomorets Odessa: 1973